# ダイナレディオ!!1485
ダイナシティpresents 『ダイナレディオ!!1485』 〜午後のひとときは笑顔と一緒に〜（ダイナシティプレゼンツ ダイナレディオ ごごのひとときはえがおといっしょに）は、ラジオ日本小田原放送局 ラジオウエストのラジオ番組である。

## 概要
2014年7月18日から2017年3月10日まで放送。毎週金曜日に放送しているYUKKYのラジカルランドが休止となる毎月第三金曜日に小田原ダイナシティウエスト キャニオンステージより生放送した番組。

### 放送時間
- 毎月第三金曜日 12:30 - 15:00（2014年7月 - 2017年3月）
概ね毎月第三金曜日に放送されているが、放送週が前後することがある。最終回は第二金曜日の放送だった[1]。

## パーソナリティ
- 杜野まこ（2015年10月[2] - 2017年3月[1]）
- 近藤淳子（2014年7月[3] - 2015年9月[4]）

なお、杜野は2020年4月から同時間帯で放送されている横浜本社制作の「Happy Voice! from YOKOHAMA」のメインパーソナリティを務めている。

## ダイナレディオ!!1485 SUPER LIVE
2016年に本番組のスペシャル・イベントとしてダイナシティウエスト1階のキャニオン・ステージで開催された。
| 回数                                   | 開催日        | 出演したアーティスト   |
| -------------------------------------- | ------------- | ---------------------- |
| 第1回 （GWスペシャル）                 | 2016年5月1日  | wacci、A応P            |
| 第2回 （ダイナシティ誕生祭スペシャル） | 2016年9月18日 | 近藤晃央、D.W.ニコルズ |
| 第3回 （クリスマススペシャル）         | 2016年12月4日 | 東京女子流、中谷優心   |